# Сумасшедшие гонки (фильм, 2003)
«Сумасшедшие гонки» (нем. Crazy race) — немецкая комедия Михаэля Койша. Впервые была показана на телеканале RTL 23 марта 2003 года.

## Сюжет
Марк Веллер бывший автогонщик, который вынужден зарабатывать на жизнь угоном автомобилей. Он должен угнать Ferrari у гангстера Сани Улана. Но Улан замечает пропажу машины и отправляет в погоню двух своих помощников. Погоня заканчивается в порту, где на Ferrari падает грузовой контейнер, а помощники Улана хватают Марка и доставляют его к своему шефу. Тот, узнав что Марк гонщик, ставит его перед выбором: либо он выигрывает нелегальные гонки, которые проходят по всей Германии, и отдаёт весь призовой фонд в счёт разбитого Ferrari, либо его ожидают большие неприятности. Неожиданно к Марку на выходные приезжает его 8 летняя дочь Тина, которая уговаривает Марка взять её с собой в гонку. Его положение ещё больше усложняется после того как он похищает молодую полицейскую Андреу, которая остановила его для проверки документов.
Организатор гонок Бергер также участвует в гонке на своём розовом Мерседесе оборудованном системой искусственного интеллекта «Паула», которая безнадёжна влюблена в Бергера. Кроме них в гонке участвует вдовица Сюзи с двумя детьми, которая украла катафалк с гробом своего покойного мужа, собиравшегося участвовать в гонке чтобы расплатиться за кредит; идиотские помощники Улана Йезус и Анди, которые должны были наблюдать за Марком; гомосексуалист Борис, который постоянно болтает чем выводит из себя всех своих попутчиков. Гонке пытается помешать начальник полиции фон Мольтке у которого свои счёты с уличными гонщиками.

## Продолжения
Из-за успеха Сумасшедших гонок телекомпанией RTL было снято три продолжения: Сумасшедшие гонки 2 в 2004; Сумасшедшие гонки 3 в 2007 и Африканские гонки в 2008 году.

## В ролях
| Актёр              | Роль              |
| ------------------ | ----------------- |
| Кай Лентродт       | Марк Веллер       |
| Юлия Стинсхоф      | Андреа Мельц      |
| Зисси Перлингер    | Сюзи              |
| Кристиан Трамиц    | Бергер            |
| Каролин Имке       | Тина              |
| Тьерри Ван Вервеке | Вандербрюгге      |
| Ингольф Люк        | Мольтке           |
| Оттфрид Фишер      | Бископ            |
| Клаус-Петер Грэп   | полицейский       |
| Дирк Бах           | Борис             |
| Долли Бастер       | Долли             |
| Кэти Карренбауэр   | фрау Вандербрюгге |

| Актёр               | Роль                   |
| ------------------- | ---------------------- |
| Барбара Шёнебергер  | мать Тины              |
| Людгер Пистор       | доктор П. Шнидер       |
| Анде Вернер         | Анди                   |
| Ларс Нидерейхольц   | Йезус                  |
| Монти Арнольд       | Том                    |
| Геннадий Венгеров   | Цинтатце               |
| Ева-Катрин Херман   | Паула                  |
| Фолькер Михаловски  | саксонский полицейский |
| Делия Дебора Вагнер |                        |
| Доминик Клауманн    | Уолтер                 |
| Токс Кёрнер         |                        |

## Интересные факты
- В ФРГ фильм посмотрело более 6 миллионов человек.